# Елліс (округ, Канзас)
Шаблон:StateAbbr_ 38°55′00″ пн. ш. 99°19′00″ зх. д. / 38.9167° пн. ш. 99.3167° зх. д.
Округ Елліс (англ. Ellis County) — округ (графство) у штаті Канзас, США. Ідентифікатор округу 20051.

## Історія
Округ утворений 1867 року.

## Демографія
За даними перепису 
2000 року 
загальне населення округу становило 27507 осіб, зокрема міського населення було 20499, а сільського — 7008.
Серед мешканців округу чоловіків було 13461, а жінок — 14046. В окрузі було 11193 домогосподарства, 6773 родин, які мешкали в 12078 будинках.
Середній розмір родини становив 2,96.
Віковий розподіл населення поданий у таблиці:
| Стать    | До 15 років | 15-21 | 22-29 | 30-39 | 40-49 | 50-65 | 65-85 | Понад 85 |
| -------- | ----------- | ----- | ----- | ----- | ----- | ----- | ----- | -------- |
| Чоловіки | 2529        | 2273  | 1829  | 1621  | 1907  | 1699  | 1428  | 175      |
| Жінки    | 2381        | 2270  | 1651  | 1651  | 1996  | 1761  | 1916  | 420      |

## Суміжні округи
- Рукс — північ
- Осборн — північний схід
- Расселл — схід
- Раш — південь
- Несс — південний захід
- Трего — захід

## Виноски
1. ↑  U.S. Decennial Census. United States Census Bureau. Архів оригіналу за 26 квітня 2015. Процитовано 24 липня 2014.
2. ↑  Historical Census Browser. University of Virginia Library. Архів оригіналу за 11 серпня 2012. Процитовано 24 липня 2014.
3. ↑  Population of Counties by Decennial Census: 1900 to 1990. United States Census Bureau. Архів оригіналу за 5 червня 2019. Процитовано 24 липня 2014.
4. ↑  Census 2000 PHC-T-4. Ranking Tables for Counties: 1990 and 2000 (PDF). United States Census Bureau. Архів оригіналу (PDF) за 18 грудня 2014. Процитовано 24 липня 2014.
5. ↑  State & County QuickFacts. United States Census Bureau. Архів оригіналу за 6 серпня 2011. Процитовано 24 липня 2014.(англ.) Наведено за англійською вікіпедією.
6. ↑  American FactFinder. Бюро перепису населення США. Архів оригіналу за 21 травня 2008. Процитовано 31 січня 2008.

| США | Це незавершена стаття з географії США. Ви можете допомогти проєкту, виправивши або дописавши її. |